# 阿尔戈利斯专区
阿尔戈利斯专区（希臘語：Περιφερειακή ενότητα Αργολίδας），是希腊伯罗奔尼撒大区的一个专区。首府为纳夫普利翁。专区面积为2,154平方公里，2011年人口数量为97,044人。

## 行政
在2011年卡利克拉提斯改革方案中，希腊所有州份被取消。原阿爾戈利斯州作为整体设立为阿尔戈利斯专区。阿尔戈利斯专区下分为4个市镇（括号内为地图中的数字）：
- 阿尔戈斯-迈锡尼（2）
- 埃皮扎夫罗斯（3）
- 埃尔米奥尼扎（4）
- 纳夫普利翁（1）